# I без точки
I, ı (I без точки) — буква расширенной латиницы. Используется в турецком, азербайджанском, казахском латинском и крымскотатарском латинском алфавитах; обозначает звук [ɯ], сходный с кириллической «ы» в тюркских языках, произношение отличается от русской «ы». В казахском латинском алфавите обозначает звук [ɪ] или [ɘ], в кириллице ей соответствует буква І.
В этих алфавитах I без точки противопоставляется I с точкой (İi), которая обозначает звук, сходный с русским «и», и сохраняет точку в заглавном написании.

## История
Исторически буква I не имела точки; в средние века начала появляться точка над строчной I для улучшения разборчивости текста. Таким образом, I с точкой и I без точки изначально были графическими вариантами одной буквы.
В проекте русской латиницы Белинского I без точки использовалась как неслоговый вариант I: vidènie, vidènıe (ср. видение, виденье).
В 1928 г. в Турции была введена латиница взамен старого арабского письма; в этом новом алфавите впервые появилось противопоставление I с точкой и I без точки.
В СССР в это время внедрялся «Новый тюркский алфавит», в котором звук «ы» передавался буквой Ь. Позже в СССР тюркские языки были переведены на кириллицу. В 1990-х годах началось движение за возврат тюркских языков к латинице, при этом в некоторых новых латинских алфавитах были использованы I с точкой и I без точки по образцу турецкого алфавита. В каракалпакской письменности I без точки употреблялась в 1994—2009 годах, а после была заменена на Iʼ iʼ.

## Компьютерное представление
На абстрактном уровне имеются 3 пары разных символов:
| буква       | загл. | строчн. |
| ----------- | ----- | ------- |
| I обычная   | I     | i       |
| I с точкой  | İ     | i       |
| I без точки | I     | ı       |

Однако в существующих кодировках (Юникод, ISO 8859-3, ISO 8859-9, Windows-1254) заглавная «I без точки» совмещена с заглавной «I обычной», а строчная «i с точкой» совмещена со строчной «i обычной», так что за пределами ASCII остаются только 2 символа:
| буква | Юникод | ISO 3 | ISO 9 | Win1254 |
| ----- | ------ | ----- | ----- | ------- |
| İ     | 0130   | A9    | DD    | DD      |
| ı     | 0131   | B9    | FD    | FD      |

С одной стороны, это совмещение устраняет возможность путаницы внешне идентичных букв (по типу путаницы русской «с» и латинской «c»).
С другой стороны, преобразование регистра букв становится зависимым от языка (что часто не поддерживается существующим программным обеспечением):
| преобразование      | исходный символ | английский  | английский  | турецкий    | турецкий    |
| преобразование      | исходный символ | должно быть | ваш браузер | должно быть | ваш браузер |
| ------------------- | --------------- | ----------- | ----------- | ----------- | ----------- |
| в верхний регистр ↑ | ı               |             |             | I           | ı           |
| в верхний регистр ↑ | i               | I           | i           | İ           | i           |
| в нижний регистр ↓  | I               | i           | I           | ı           | I           |
| в нижний регистр ↓  | İ               |             |             | i           | İ           |